# Kanton Sainte-Alvère
Der Kanton Sainte-Alvère war von 1800 bis 2015 ein französischer Wahlkreis im Arrondissement Bergerac, im Département Dordogne und in der Region Aquitanien; sein Hauptort war Sainte-Alvère, Vertreter im Generalrat des Départements war zuletzt von 1988 bis 2015, wiedergewählt 2008, Philippe Ducène. 
Der Kanton war 121,33 km² groß und hatte 2524 Einwohner (Stand: 1999). 

## Gemeinden
| Gemeinde                 | Einwohner Jahr | Fläche km² | Bevölkerungsdichte | Code INSEE | Postleitzahl |
| ------------------------ | -------------- | ---------- | ------------------ | ---------- | ------------ |
| Limeuil                  | 343 (2013)     | –          | – Einw./km²        | 24240      | 24510        |
| Paunat                   | 309 (2013)     | –          | – Einw./km²        | 24318      | 24510        |
| Pezuls                   | 111 (2013)     | –          | – Einw./km²        | 24327      | 24510        |
| Sainte-Alvère            | 847 (2013)     | –          | – Einw./km²        | 24362      | 24510        |
| Sainte-Foy-de-Longas     | 240 (2013)     | –          | – Einw./km²        | 24407      | 24510        |
| Saint-Laurent-des-Bâtons | 205 (2013)     | –          | – Einw./km²        | 24435      | 24510        |
| Trémolat                 | 595 (2013)     | –          | – Einw./km²        | 24558      | 24510        |

## Bevölkerungsentwicklung
| 1962 | 1968 | 1975 | 1982 | 1990 | 1999 |
| ---- | ---- | ---- | ---- | ---- | ---- |
| 2385 | 2614 | 2366 | 2406 | 2535 | 2524 |